# Десктоп (форм-фактор)
Десктоп (от англ. desktop — «поверхность стола») — настольный компьютер, предназначенный для постоянного размещения на столе. Как правило, состоит из монитора, системного блока, мыши, клавиатуры и звуковой гарнитуры (колонок, наушников или другой).
Также десктопом может называться основное окно графической среды пользователя — рабочий стол на дисплее, на котором отображаются иконки, ярлыки и другие элементы управления компьютером.
Термин «десктоп» в дизайне интерьера может указывать на стиль и оформление рабочего стола или рабочего пространства.
Кроме того, в контексте разработки мобильных приложений «десктоп» может означать адаптацию приложения, которое изначально было разработано для десктопных компьютеров, на мобильные устройства.